# Pseudophilomedes ambon
Pseudophilomedes ambon är en kräftdjursart som beskrevs av Louis S. Kornicker 1984. Pseudophilomedes ambon ingår i släktet Pseudophilomedes och familjen Philomedidae. Inga underarter finns listade i Catalogue of Life.